# Ludovico Scarfiotti
Ludovico Scarfiotti (Torino, 1933. október 18. – Berchtesgaden, 1968. június 8.) olasz  autóversenyző, Formula–1-es pilóta volt. A Fiat főnökének, Gianni Agnellinek az unokaöccse.

## Pályafutása

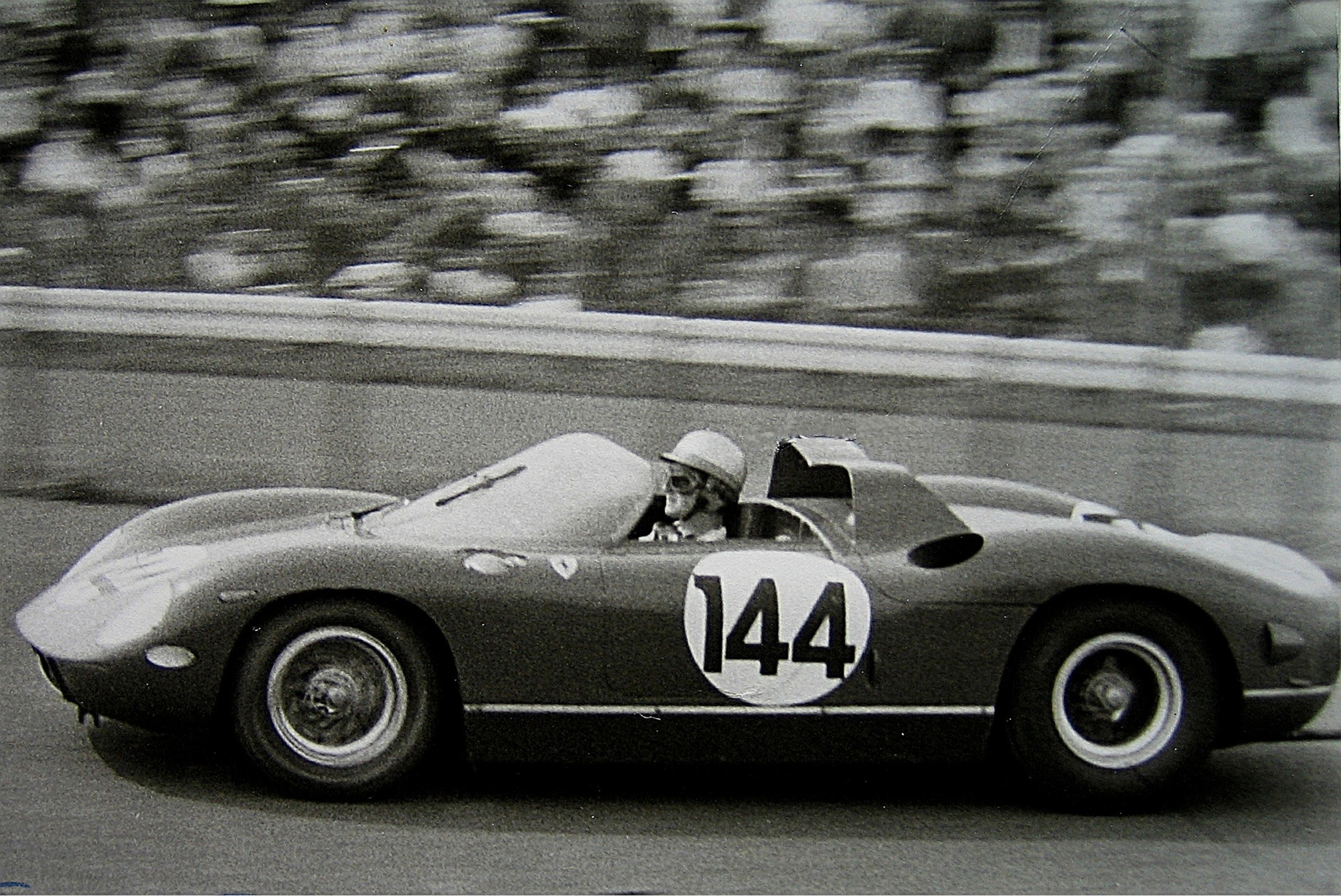
Ludovico Scarfiotti 1964-ben a Nürnburgringen

1963-ban Lorenzo Bandinivel az oldalán megnyerte a Le Mans-i 24 órás verseny, két héttel később pedig rajthoz állt élete első Formula–1-es futamán a holland nagydíjon. A következő pár évben néhányszor indult a Ferrari színeiben. 1966-ban Ferrarijával megnyerte az olasz nagydíjat. Ezután a Ferrari mégis Chris Amont választotta. Amikor Lorenzo Bandini életét vesztette, Mike Parkes pedig megsérült, Ludovico majdnem örökre abbahagyta a versenyzést. 1968-ban egy Cooperrel mégis visszatért, de nem sokkal visszatérése után egy németországi hegyi versenyen balesetet szenvedett és meghalt.

## Eredményei

### Teljes Formula–1-es eredménysorozata
(Táblázat értelmezése)

(Félkövér: pole-pozícióból indult; dőlt: leggyorsabb kört futott) 

| Év   | Csapat                | 1      | 2     | 3     | 4      | 5   | 6      | 7     | 8     | 9      | 10     | 11  | 12  | Helyezés | Pont |
| 1963 | Scuderia Ferrari      | MON    | BEL   | NED 6 | FRA NI | GBR | GER    | ITA   | USA   | MEX    | RSA    |     |     | 16.      | 1    |
| 1964 | Scuderia Ferrari      | MON    | NED   | BEL   | FRA    | GBR | GER    | AUT   | ITA 9 | USA    | MEX    |     |     | -        | 0    |
| 1965 | Scuderia Ferrari      | RSA    | MON   | BEL   | FRA    | GBR | NED    | GER   | ITA   | USA    | MEX NI |     |     | -        | 0    |
| 1966 | Scuderia Ferrari      | MON    | BEL   | FRA   | GBR    | NED | GER Ki | ITA 1 | USA   | MEX    |        |     |     | 10.      | 9    |
| 1967 | Scuderia Ferrari      | RSA    | MON   | NED 6 | BEL -  | FRA | GBR    | GER   | CAN   |        |        |     |     | 21.      | 1    |
| 1967 | Anglo American Racers |        |       |       |        |     |        |       |       | ITA Ki | USA    | MEX |     | 21.      | 1    |
| 1968 | Cooper Car Company    | RSA Ki | ESP 4 | MON 4 | BEL    | NED | FRA    | GBR   | GER   | ITA    | CAN    | USA | MEX | 16.      | 6    |

## Fordítás
- Ez a szócikk részben vagy egészben  a   Ludovico Scarfiotti című angol Wikipédia-szócikk fordításán alapul.  Az eredeti cikk szerkesztőit annak laptörténete sorolja fel. Ez a jelzés csupán a megfogalmazás eredetét és a szerzői jogokat jelzi, nem szolgál a cikkben szereplő információk forrásmegjelöléseként.